# Evangelische Kirche (Eichtersheim)

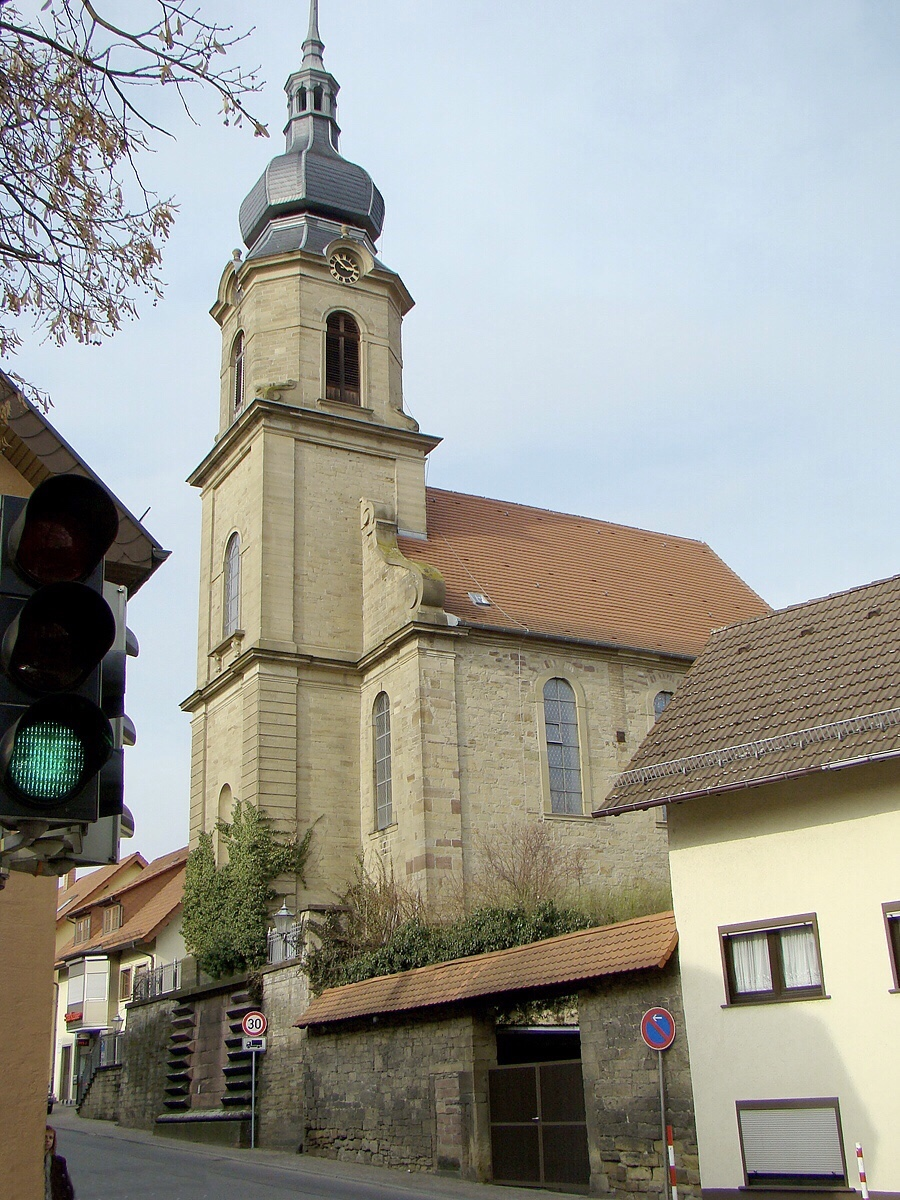
Evangelische Kirche in Eichtersheim

Die Evangelische Kirche in Eichtersheim, einem Ortsteil der Gemeinde Angelbachtal im Rhein-Neckar-Kreis im nördlichen Baden-Württemberg, wurde 1792 errichtet.

## Geschichte und Beschreibung
Die evangelische Kirche befindet sich erhöht auf einem Hügel an der Hauptstraße des Ortes. Der Sandsteinbau wurde 1792 im barocken Stil errichtet und ersetzte die alte Kirche von 1452. Der Turm wurde 1886 erneuert. Die älteste Glocke stammt von 1506. Wie andere Gebäude im Ort, das Rentamt und die Schlosskirche, wurde auch die evangelische Kirche von Carl Philipp von Venningen (1728–1797) und Maria Anna von Hutten zu Stolzenberg († 1781) erbaut.

## Orgel
Die Orgel wurde 1975 von dem Orgelbauer Rensch (Lauffen a.N.) erbaut. Das Orgelwerk ist bereits das Dritte in dem Gehäuse der ersten Orgel, die 1806 von dem Orgelbauer Andreas Ubhauser errichtet wurde. Einzig das Pedalregister Subbass 16′ stammt noch von diesem historischen Instrument. Einige weitere Register stammen aus dem zweiten Orgelwerk von Steinmeyer aus dem Jahre 1903. Das Instrument hat 20 Register auf zwei Manualwerken und Pedal. Die Spiel- und Registertrakturen sowie Koppeln sind mechanisch.
| I Unterwerk C–g3 |                      |       |
| 1.               | Gedeckt              | 8′    |
| 2.               | Principal            | 4′    |
| 3.               | Kleingedeckt         | 4′    |
| 4.               | Quinte (vorab Nr. 5) | 2 ⁄3′ |
| 5.               | Sesquialter II       | 2 ⁄3′ |
| 6.               | Octave               | 2′    |
| 7.               | Scharff IV           | 1′    |
| 8.               | Vox humana           | 8′    |
|                  | Tremulant            |       |

| II Hauptwerk C–g3 |                       |    |
| 9.                | Principal             | 8′ |
| 10.               | Rohrflöte             | 8′ |
| 11.               | Octave                | 4′ |
| 12.               | Spitzflöte            | 4′ |
| 13.               | Octave (vorab Nr. 14) | 2′ |
| 14.               | Mixtur V              | 2′ |
| 15.               | Trompete              | 8′ |

| Pedal C–f1 |                  |       |
| 16.        | Subbaß           | 16′   |
| 17.        | Octavbaß         | 8′    |
| 18.        | Choralbaß        | 4′    |
| 19.        | Rauschpfeife III | 2 ⁄3′ |
| 20.        | Fagott           | 16′   |

- Koppeln: I/II, I/P, II/P.